# Попов, Василий Николаевич (физиолог)
Василий Николаевич Попов (1862/1863, Иркутская губерния — 1895, Юрьев) — российский физиолог.

## Биография
Родился 29 декабря 1862 (10 января 1863) года в Иркутске в семье преподавателя гимназии. Окончив с золотой медалью Иркутскую гимназию, поступил на медицинский факультет Московского университета. Уже на 2-м курсе стал работать в университетской физиологической лаборатории, а с 1885 года состоял ассистентом при кафедре физиологии животных в Петровско-Разумовской академии; с 1866 года до её закрытия в 1890 году был прозектором. Получив в 1886 году звание врача, он стал помощником прозектора при кафедре физиологии Московского университета.
В 1893 году защитил диссертацию: «К вопросу об отделении лимфы» (М., 1893) и, получив в мае степень доктора медицины, том же году стал приват-доцентом и (с ноября) был назначен старшим лаборантом физиологической лаборатории.
В 1894 году отправился за границу, где работал у Дюбуа-Раймонда, Касселя и Кёнига, и по возвращении, 12 июня того же года был утверждён экстраординарным профессором физиологии в Юрьевском университете; читал лекции по физиологии и физиологической химии и состоял секретарём медицинского факультета. 
Скончался 19 (31) декабря 1895 года «от гнилостной ползучей рожи и рожистого воспаления лёгких».
Кроме докторской диссертации В. Н. Попов напечатал:
- «Вителлин» («Труды физической лаборатории Московского университета», 1887)
- «О реакциях с красящими веществами на свободные кислоты желудка» («Труды физической лаборатории Московского университета», 1887)
- О реакциях с красящими веществами на свободные кислоты желудка. — Москва : Унив. тип., [1888]. — 13 с.
- «Dispositions des instruments servant ad emontrer sur l’homme la vitesse de transmission sensitive» («Материалы международного конгресса в Москве»)
- К вопросу об отделении лимфы : Эксперим. исслед. В. Н. Попова, пом. прозектора при Каф. физиологии Моск. ун-та. — Москва : Унив. тип., 1893. — [4], 80 с.
- «Физиологическая лаборатория Моск. университета», «Историческое развитие физиологии» (вступ. лекция; «Медицина». — 1894. — № 40).
- Очерк развития физиологии (Вступ. лекция) / Проф. В. Н. Попов. — Санкт-Петербург : Губ. тип., 1894. — 21 с.